# Kiridashi

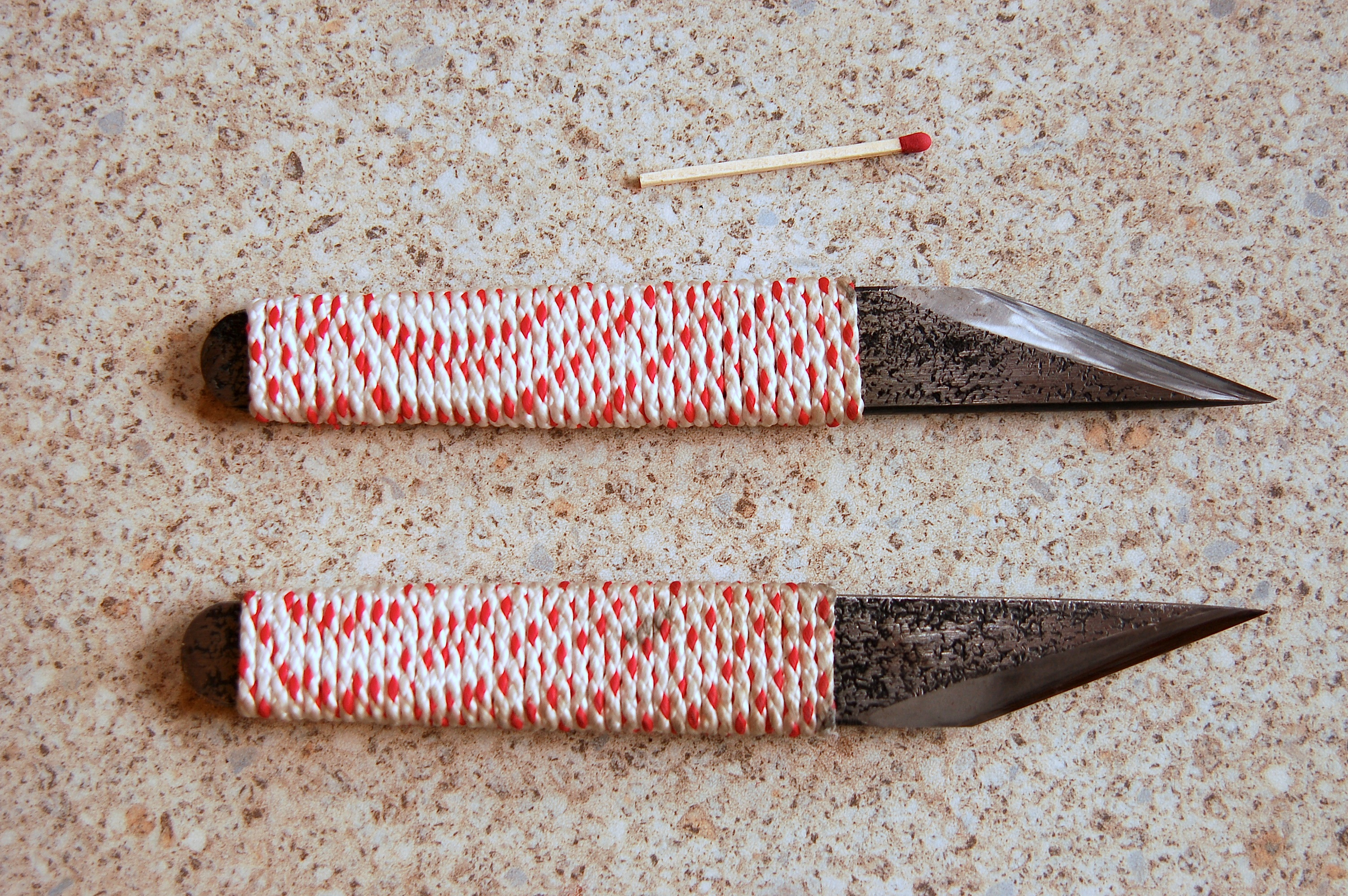
Kiridashi-Kogatana jeweils mit rechtem und linken Anschliff

Das Kiridashi (jap. 切り出し oder 切出し; alternative Bezeichnungen: Kiridashi-kogatana 切り出し小刀 oder Kiridashi-naifu 切り出しナイフ) ist eine japanische Messerform, die sich durch die winkelig abgesetzte Klinge mit gerader Schneide auszeichnet; je nach Anwendung können Klingenstärke und Klingenhöhe variieren. Kiridashi sind meist gerade, es gibt jedoch auch komma- oder fischförmige Kiridashi.
Kiridashi gibt es in allen Preislagen, von wenigen hundert bis zu mehreren zehntausend Yen. 

## Klinge
Die Klinge besteht meist aus einem laminierten Stahl, d. h. einer harten Schneidlage aus Stahl (bei Sammlerstücken auch aus Tamahagane), die mit mindestens einer weichen Stützlage aus Eisen oder bei teureren Messern meist Suminagashi verbunden ist. Einseitig geschliffene Klingen bestehen aus zwei, beidseitig geschliffene Klingen aus drei Lagen (der Stahl für die Schneide ist in der Mitte). Klingen aus Monostahl, insbesondere aus rostfreiem Stahl, sind selten.
Der Anschliff ist fast ausschließlich einseitig auf der rechten Klingenseite angebracht. Einseitig geschliffene Klingen ermöglichen rechtwinklige Schnittkanten und eine exakte Führung am Lineal. Außerdem kann man durch die flache Spiegelseite beim Schnitzen nahezu ebene Oberflächen erzielten. Es gibt auch Kiridashi für Linkshänder, die entsprechend links angeschliffen sind sowie beidseitig geschliffene Klingen. 
Der Schneidwinkel ist wie die Klingenform ebenfalls an die jeweilige Aufgabe angepasst und liegt meist zwischen 20° (feine Arbeiten) und 40° (grobe Arbeiten). Kiridashi lassen sich aufgrund des Klingenaufbaus sehr scharf schleifen, sind dann aber entsprechend empfindlich.

## Griff und Scheide
Neben Modellen mit traditionellen Holzgriffen oder modernen Kunststoffgriffen gibt es viele Modelle, bei denen der Flacherl als Griff dient. Der Erl wird zum Schutz und zur Verbesserung der Griffigkeit oft mit Schnüren, Lederriemen oder dünnem Rattan umwickelt.
Es gibt auch Klappmesser und Schiebemesser mit einer Kiridashi-Klinge, jedoch stellen diese eine Ausnahme dar.

## Verwendung
- In der Holzverarbeitung werden Kiridashi zum Furnieren, für Einlegearbeiten und zum Schnitzen eingesetzt. Es wird von Holzwerkern auch anstatt eines Shirabiki zum präzisen Anreißen verwendet.
- Beim Arbeiten mit Pappe und Papier ist das Kiridashi-kogatana für den geraden Schnitt einem Cutter-Messer hinsichtlich Genauigkeit überlegen, da die Klinge weder schwingt noch ausbiegt.
- Neben dem Higonokami diente es vor der Verbreitung von Anspitzern zum Spitzen von Blei- und Buntstiften.
- In der Gärtnerei nutzt man Kiridashi für verschiedene Veredelungsarbeiten, bei denen es auf einen möglichst sauberen und glatten Schnitt ankommt.
- In der japanischen Küche nutzt man Kiridashi zum einen bei dekorativen Essensschnitzereien, zum anderen wird in Osaka eine spezielle Form des Kiridashi als Unagisaki hōchō genutzt.

## Europäische Entsprechung
Ein sehr ähnliches Messer findet in der Schuhmacherei als Hauptwerkzeug seine Entsprechung. Der Name dieses Messers ist der Kneip.

## Kiridashi als Modeerscheinung
Außerhalb Japans, in den USA oder auch Europa gibt es den Trend, das traditionelle Kiridashi-Design neu zu interpretieren. Messermacher wie beispielsweise Todd Begg, Fred Perrin und Jesper Voxnæs haben seit einiger Zeit Kiridashi-Varianten in ihrem Repertoire.
Um den Verkauf zu forcieren, werden Klingen in Kiridashi-Form gerne mit Reepschnur oder Paracord umwickelt und als „taktisches Messer“, gar als „taktisches Einsatzmesser“ (Kampfmesser) angeboten.